# Хийу (стадион)
«Хи́йу» (эст. Hiiu staadion) — многофункциональный стадион, расположенный в городе Таллин, столице Эстонии. Открыт 11 марта 1923 года. Является домашней ареной футбольного клуба «Нымме Калью», выступающего в Мейстерлиге.
Вместимость — 500 человек. На стадионе также проводятся легкоатлетические соревнования.
Стадион был полностью отремонтирован и вновь открыт в 2002 году, оснащенный новой беговой дорожкой, футбольным полем стандартных размеров с искусственным травяным покрытием и баскетбольной площадкой с мягким покрытием Оптический кабель устанавливается, и это даёт высокий уровень для охвата телевизионного качества.